# Andrés Ibargüen (baloncestista)
Andrés Felipe Ibargüen Andrews (West Columbia (Texas), 14 de febrero de 1996) es un baloncestista estadounidense con nacionalidad colombiana que pertenece a la plantilla de Peñarol, equipo de la Liga Uruguaya de Básquetbol.

## Trayectoria deportiva
Nacido en Columbia, Texas, es un ala-pívot formado a caballo entre Trinity Valley Community College en el que jugó durante dos temporadas desde 2016 a 2018, año que ingresó en la Universidad de Texas en Arlington para jugar durante la temporada 2018-19 con los UT Arlington Mavericks en los que promedia 6,6 puntos por partido. En la temporada 2020-21, su última universitaria, la disputaría con Angelo State Rams de la NCAA DII, logrando 13 dobles dobles, anotando 14,3 puntos y 10,4 rebotes por partido.
Tras no ser drafteado en 2020, el 28 de agosto de 2020, firma por el Yoast United de la FEB Eredivisie holandesa.
En 2021, disputaría la final de la Copa de baloncesto de los Países Bajos perdiendo contra el Basketball Academie Limburg, pese a anotar 39 puntos y 13 rebotes en el encuentro.
El 7 de agosto de 2021, firma por el Club Bàsquet Prat para disputar la Liga LEB Oro.
En el verano de 2022, regresa a Colombia y firma por los Caribbean Storm Islands de la Liga Profesional de Baloncesto de Colombia.
Tras una temporada en el Trouville de la Liga Uruguaya de Básquetbol, fue contratado por el equipo brasileño Flamengo para jugar en las finales de la BCL Américas en abril de 2023.
En agosto de 2024, firma contrato con Boca Juniors para la temporada 2024-25.  El 17 de enero de 2025 consigue el título de la Supercopa de La Liga 2024. El 4 de marzo de 2025 se consagra campeón de la Copa Súper 20 2025 frente a Instituto de Córdoba. El 20 de julio de 2025 obtiene la Liga Nacional, siendo decisivo en la serie final promediando 13 puntos, nuevamente frente a Instituto.
El 28 de julio de 2025 se anunció su incorporación a Peñarol, equipo de la Liga Uruguaya de Básquetbol.

## Selección nacional
Es internacional con la selección de baloncesto de Colombia desde 2014, con la que disputó el Campeonato Sudamericano de Baloncesto de 2016 y la FIBA AmeriCup de 2022 entre otros torneos. 